# Demon Days Live
Demon Days: Live at the Manchester Opera House és un DVD en directe del grup virtual Gorillaz publicat el 27 de març de 2006. Inclou les actuacions en directe realitzades entre l'1 i el 5 de novembre de 2005 en el Manchester Opera House, dirigides per David Barnard i Grant Gee, on van recrear l'àlbum Demon Days Studio.
Gairebé tots els cantants i músics que van col·laborar en els àlbums d'estudi del grup, van participar en l'esdeveniment, entre ells: Neneh Cherry, Bootie Brown, Shaun Ryder i Ike Turner. MF DOOM i Dennis Hopper van aparèixer en el vídeo i la narració respectivament. En el repertori també es va incloure la cançó extra "Hong Kong", composta pel disc solidari Help!: A Day in the Life, i "Latin Simone (¿Què Pasa Contigo?)" com a tribut a Ibrahim Ferrer, que va morir dies abans de la celebració de l'esdeveniment.

## Llista de cançons
1. "Intro" − 1:11
2. "Last Living Souls" − 3:21
3. "Kids with Guns" (featuring Neneh Cherry) − 4:04
4. "O Green World" − 5:17
5. "Dirty Harry" (featuring Bootie Brown) − 4:00
6. "Feel Good Inc." (featuring De La Soul) − 3:56
7. "El Mañana" − 4:07
8. "Every Planet We Reach Is Dead" (featuring Ike Turner) − 5:30
9. "November Has Come" (featuring MF Doom) (footage) − 2:58
10. "All Alone" (featuring Roots Manuva and Martina Topley-Bird) − 3:52
11. "White Light" − 2:26
12. "DARE" (featuring Roses Gabor and Shaun Ryder) − 4:38
13. "Fire Coming Out of the Monkey's Head" (llegit per Dennis Hopper) − 3:32
14. "Don't Get Lost in Heaven" (featuring The London Community Gospel Choir) − 2:07
15. "Demon Days" (featuring The London Community Gospel Choir) − 4:52
16. "Hong Kong" (featuring Zeng Zhen) − 6:37
17. "Latin Simone (¿Qué Pasa Contigo?)" (featuring Ibrahim Ferrer) (footage) − 3:53

## Músics
- Damon Albarn − cantant, piano
- Mike Smith − MD, teclats
- Simon Tong − guitarra
- Simon Jones − guitarra segona
- Morgan Nicholls − baix
- Cass Browne − bateria
- Darren Galea − turntable

### Veus addicionals
- Wayne Hernandez
- Sharlene Hector
- Rosie Wilson
- Wendi Rose
- Aaron Sokell

### Secció corda
- Violoncel − Isabelle Dunn, Dan Keane, Deborah Chandler
- Viola − Amanda Drummond, Nina Kapinsky, Gary Pomeroy
- Violí − Antonia Pagulatos, Kirsty Mangan, Jennifer Berman

### Artistes convidats
- Neneh Cherry − cantant a «Kids with Guns»
- Bootie Brown − rapper a «Dirty Harry»
- De La Soul − rapper a «Feel Good Inc.»
- Ike Turner − piano a «Every Planet We Reach is Dead»
- DOOM − rapper a «November Has Come»
- Roots Manuva − rapper a «All Alone»
- Martina Topley-Bird − cantant a «All Alone»
- Rosie Wilson − cantant a «DARE»
- Shaun Ryder − cantant a «DARE»
- Dennis Hopper − Veu parlada a «Fire Coming Out of the Monkey's Head»
- The London Community Gospel Choir − veus a «Don't Get Lost in Heaven» i «Demon Days»
- Zeng Zhen − guzheng a «Hong Kong»
- Ibrahim Ferrer − cantant a «Latin Simone (¿Qué Pasa Contigo?)»